# 喰違門

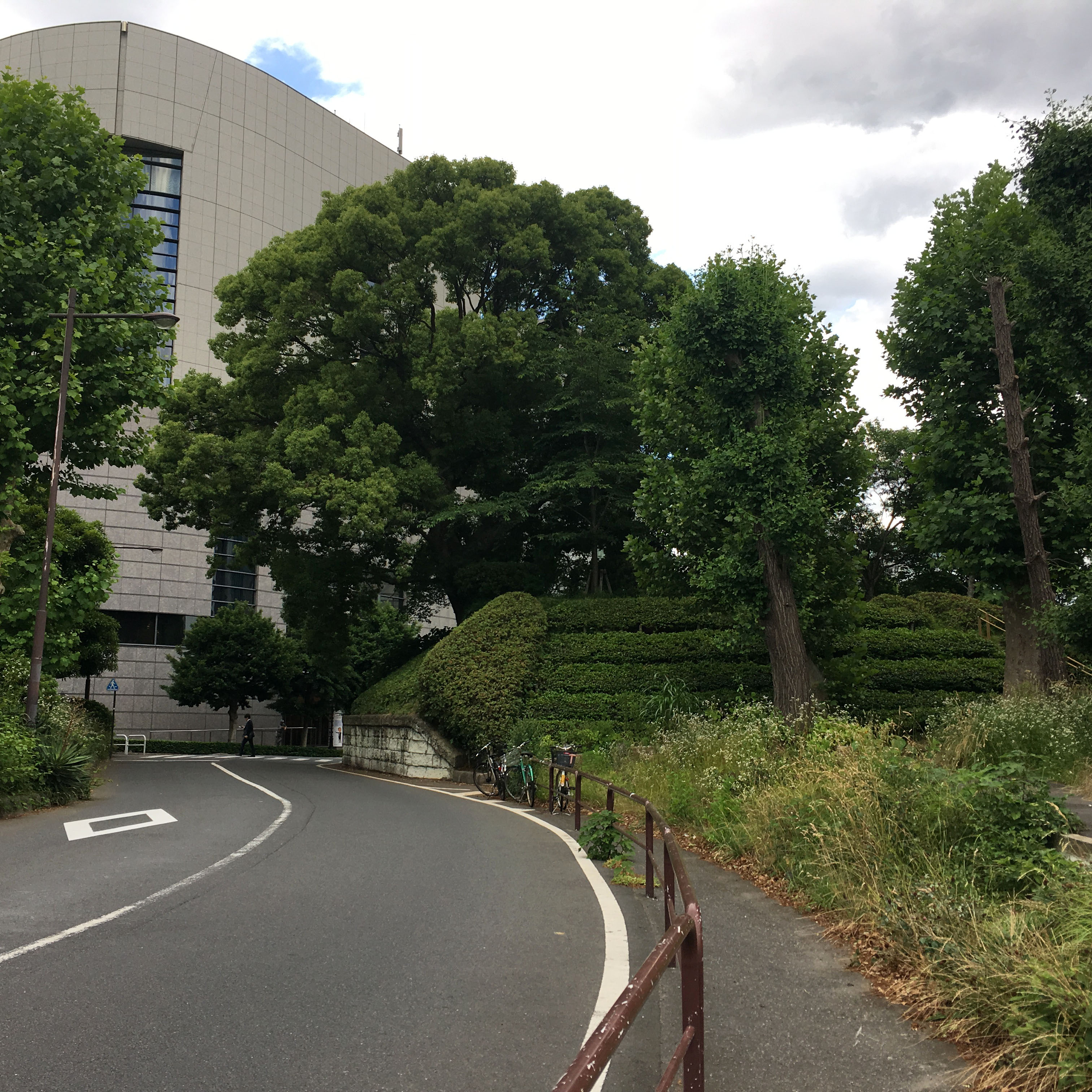
喰違見附の跡。右手から土塁が延び（かつては左手前からも）、江戸城方向（右奥）への直進を阻むよう「喰い違い」の虎口構造になっている。左手奥が紀尾井ホール。

喰違門（くいちがいもん）は、江戸城外郭城門 （江戸城三十六見附） の一つである。四谷門と赤坂門との間にあった。
清水坂から紀州家中屋敷に行く喰違土手の前に当たることからの名であるという。

## 歴史
「事跡合考」には、「四つ谷門の続き木戸喰違門は小畠勘兵衛昌盛が縄なり、先年より井伊掃部頭下館の後、彼木戸門際の榎の大木共は勘兵衛逆茂木として植えたるもの、今に至り数株しげりあるなり」とあるが、これは徳川秀忠将軍の時のさまであるという。
「御当家紀年録」によれば、寛永13年の外濠普請の際、この門の升形は丸亀城主生駒壱岐守高俊の助役で組み上げられたものであるという。
万治年間にも造営が行なわれ、「府内備考」には、「万治二年所々御門御造営の時、喰違御門は長谷川久三郎、日根半助を奉行に命ぜられしよし万治年録に載たれば、古くは外々御門とひとしき造りなりしならん、今は仮そめの冠木門となれり、或は喰違土橋とも称す」とある。